# Хайфа
Хайфа (на иврит: חֵיפָה) е град в Северен Израел.

## География
Той е третият по население в страната (след Тел Авив и Йерусалим) с 290 306 жители на града и 1 050 000 души в агломерацията (2022).
Градът е разположен на 3 тераси по планината, гледаща към Средиземно море. Най-богатото население живее най-високо, а по-бедните – край морето.

## Забележителности
В Хайфа се намира световният център на бахайската вяра. През 2008 година в Канада на годишната конференция на ЮНЕСКО бахайските градини са обявени за обекти на световно културно наследство, редом до пирамидите в Египет и др.
В града е седалището на технически университет, известен като „Технион“ – сред най-добрите в света.
Инфраструктурата е забележителна, градът е много поддържан и чист. Разполага с най-голямото пристанище на еврейската държава. Той е единственият град в Израел, в който от 1959 г. действа системата за подземен транспорт „Кармелит“ – фуникулер с дължина около 2 километър и 6 станции. Единствено там градският транспорт не спира дори в шабат – събота, ден на еврейската седмична молитва, когато не се работи.

## Известни личности
Родени в Хайфа
- Иври Гитлис (1922 – 2020), цигулар
- Амир Аксел (1950 – 2015), американски писател
- Ралф Бакши (р. 1938), американски аниматор
- Ифат Вайс (р. 1962), историчка
- Ноах Гал Гендлер (р. 1957), дипломат
- Илан Голдфайн (р. 1966), бразилски финансист
- Джийн Симънс (р. 1949), американски музикант
- Аарон Чихановер (р. 1947), биолог

Починали в Хайфа
- Лора Василева (1950 – 1991), българска писателка
- Хари Зеслер (1929 – 2024), общественик
- Иля Шалит (? – 1953), психолог